# كوزو اينو
كوزو اينو (باليابانية: 井上公造؛ بالكانا: いのうえ こうぞう) هو صحفي ياباني، ولد في 30 ديسمبر 1956 في تشو-كو، فوكوكا في اليابان.